# Kundry

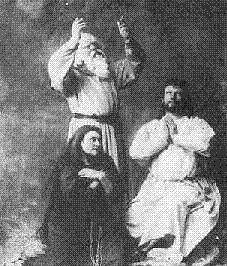
Amalie Materna (Kundry), Emil Scaria (Gurnemanz) i Hermann Winkelmann (Parsifal) - premierowa obsada w Parsifalu (1882)

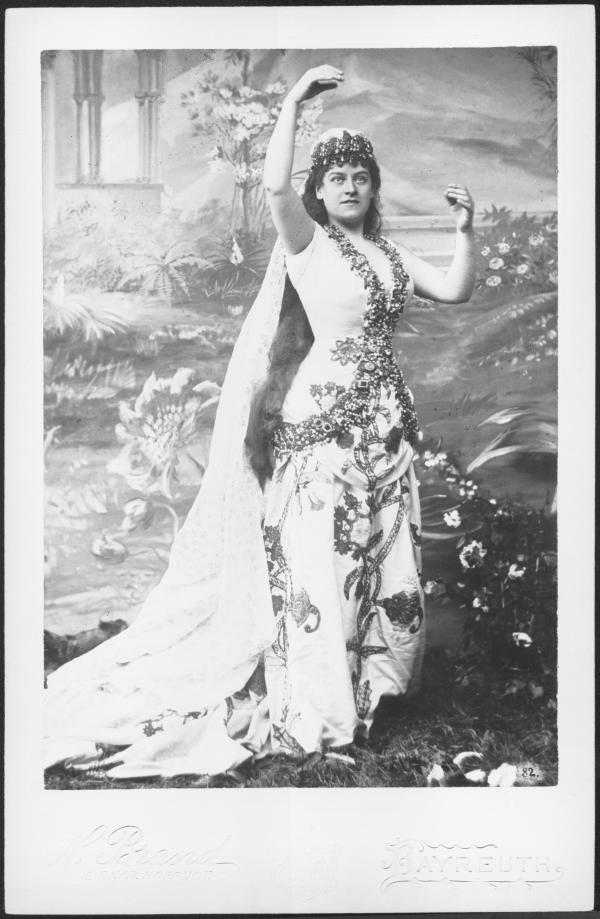
Therese Malten jako Kundry (1882)

Kundry – bohaterka misterium scenicznego Richarda Wagnera Parsifal – główna rola kobieca tej opery przeznaczona dla sopranu, bądź mezzosopranu. Wagnerowski archetyp kobiety-kusicielki, postrzegana jako uosobienie Ewy, Herodiady czy Dalili oraz innych znanych kusicielek.

## Opis postaci
Wagner ukazuje Kundry jako kobietę o dwoistej naturze. 
Poznajemy ją jako pokutującą grzesznicę, która wyśmiała Jezusa podczas drogi krzyżowej i została za to skazana na niemożność płaczu oraz wieczną tułaczkę. Próbując odkupić swoją winę służy ona teraz rycerzom świętego Graala na zamku Monsalvat, a chcąc ulżyć cierpieniom króla Amfortasa, darowuje mu cenne arabskie zioła. 
Równocześnie drugą jej naturą jest natura kusicielki, która jest także współodpowiedzialna za cierpienie króla, to ona bowiem go uwiodła umożliwiając tym samym, aby Klingsor odebrał mu świętą włócznię i zranił. Służy ona bowiem także Klingsorowi, rycerzowi-czarownikowi który odrzucony przez Graala, mści się na jego rycerzach. Stworzył on nawet własny zamek z ogrodem, w którym dziewczęta-kwiaty uwodziły mężczyzn, w tym również wielu rycerzy. 
Kundry ma uwieść także niewinnego prostaczka, mogącego ulżyć Amfortasowi w bólu. Gdy Parsifal przybywa do ogrodu Klingsora, Kundry przyzywa go jego własnym imieniem i całuje. Młodzieniec jednak odtrąca ją, uświadamiając sobie własne przeznaczenie. Sama przeklęta, Kundry przeklina także Parsifala, by ten nigdy nie odnalazł drogi na Monsalvat, jednak pod koniec opery, gdy Parsifal odnosi zwycięstwo, również Kundry uzyskuje przebaczenie win.

## Wybrane wykonawczynie i wykonania
Parsifal ze względu na swój specyficzny charakter – długość dzieła, wymagania w stosunku do zespołu śpiewaczego i orkiestry – nie należy do najczęściej wystawianych dzieł operowych, początkowo zgodnie z wolą Wagnera wystawiany jedynie w Bayreuth, po wygaśnięciu praw autorskich zyskał sobie wielu zwolenników także na świecie. Pierwszą Kundry z Bayreuth z roku 1882 była Amalie Materna, w tym samym roku w Festspielhaus w Bayreuth jako Kundry występowała również Therese Malten. 
Jest to jednocześnie opera wielokrotnie nagrywana z różnymi artystkami w roli Kundry. 
Do wykonawczyń tej roli zaliczają się między innymi:
- Maria Callas (dyrygent: Vittorio Gui)
- Waltraud Meier (Daniel Barenboim, James Levine, Kent Nagano)
- Christa Ludwig (Georg Solti)
- Anne Gjevang (Herbert von Karajan)
- Gwyneth Jones (Pierre Boulez)
- Violeta Urmana (Walerij Giergijew)
- Edith Clever i Yvonne Minton (Robert Lloyd)
- Eva Randová (Horst Stein)
- Irene Dalis (Hans Knappertsbusch)